# Herrerasauria
Herrerasauria – ймовірна клада хижих ящеротазових динозаврів, що включала Chindesaurus, Tawa, Daemonosaurus і родину Herrerasauridae. Від 1,2 до 6 м завдовжки.